# Cacá
Carlos de Menezes Júnior (Visconde do Rio Branco, Minas Gerais, Brasil; 25 de abril de 1998), más conocido como Cacá, es un futbolista brasileño. Juega como defensa central y su equipo actual es Corinthians del Brasilerao.

## Trayectoria
Llegó a las divisiones juveniles de Cruzeiro en junio de 2014. Avanzando a través de las filas juveniles, llegó a ser capitán del equipo sub-20 en su triunfo en el Campeonato Mineiro sub-20 en 2018.
Fue ascendido al primer equipo en marzo de 2018, e hizo su debut profesional en la Serie A Brasileña el 14 de octubre, jugando los 90 minutos en una derrota por 2-0 ante Vasco da Gama. Tres días después, fue suplente sin jugar en el segundo partido de la final de la Copa de Brasil, donde su equipo venció a Corinthians por 2-1.
Inicialmente fue suplente de Dedé y Léo durante el Campeonato Mineiro de 2019, pero comenzó a jugar con más regularidad en la liga. Marcó su primer gol en la categoría sénior el 31 de octubre de ese año, anotando el primer gol en una victoria por 2-0 como visitante sobre Botafogo. Terminó la temporada con 20 apariciones en la liga, pero su equipo sufrió su primer descenso en la historia.
El 6 de enero de 2020 renovó su contrato con Cruzeiro hasta diciembre de 2022.
El 14 de febrero de 2021 firmó con el Tokushima Vortis de la J1 League.
El 21 de julio de 2023 fue cedido a préstamo al Athletico Paranaense.

## Clubes
| Club                         | País   | Año           |
| ---------------------------- | ------ | ------------- |
| Cruzeiro                     | Brasil | 2019-2021     |
| Tokushima Vortis             | Japón  | 2021          |
| Atlético Paranaense (cedido) | Brasil | 2023-2024     |
| Corinthians (cedido)         | Brasil | 2024-presente |

## Palmarés

### Campeonatos estatales
| Título             | Club     | País   | Año  |
| ------------------ | -------- | ------ | ---- |
| Campeonato Mineiro | Cruzeiro | Brasil | 2018 |
| Campeonato Mineiro | Cruzeiro | Brasil | 2019 |

### Campeonatos nacionales
| Título         | Club     | País   | Año  |
| -------------- | -------- | ------ | ---- |
| Copa de Brasil | Cruzeiro | Brasil | 2018 |